# 모니크 밀러

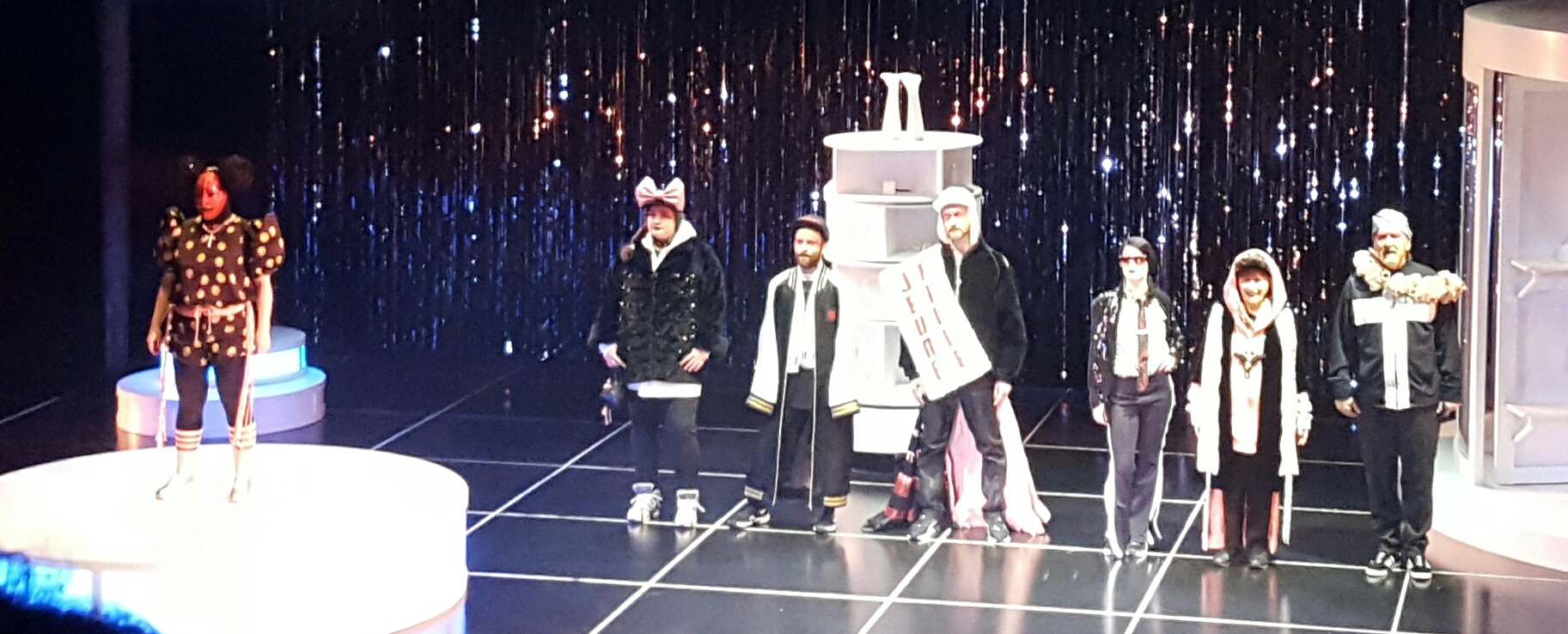

모니크 밀러(Monique Miller, 1933년 12월 9일 ~ )는 캐나다의 배우이다. 라이브 무대 공연으로 잘 알려져 있으며 여러 영화와 텔레비전에도 출연한다.
몬트리올에서 태어났다. 1953년 Tit-Coq라는 영화로 데뷔했다. 1955년, 텔레비전 시리즈 Cap-aux-sorciers에 출연했다. 2012년 영화 아프레 라 펜에서 엘리 역을 맡았다.